# Ватилак
Ватилак (грч. Βαθύλακκος, Ватилакос) је насељено место у општини Илиџијево у периферији Средишња Македонија, Грчка. Према попису из 2021. године било је 2.002 становника.
Према бугарском географу и историчару, Василу Канчову, у Ватилаку је 1900. године живело 600 Словена хришћана. Због притиска грчких власти 1914. године већи део становништва се иселио у Бугарску, тако да је село 1920. године имало само 76 житеља. На њихово место је досељено 236 грчких избегличких породица, укупно 1.532 особе, колико их је било на попису из 1928. године.